# 16e cérémonie des Tony Awards
La 16e cérémonie des Tony Awards a eu lieu le 29 avril 1962 à l'Hotel Waldorf-Astoria, à New York et fut retransmise sur WCBS-TV.

## Cérémonie
La cérémonie présentée par Ray Bolger et Robert Preston se déroula en présence de plusieurs personnalités venues décerner les prix dont Judith Anderson, Art Carney, Ossie Davis, Ruby Dee, Olivia de Havilland, Albert Dekker, Anita Gillette, Hermione Gingold, Robert Goulet, Helen Hayes, Celeste Holm, Sally Ann Howes, Ron Husman, Hal March, Helen Menken, Geraldine Page, Hugh O'Brian, Elaine Perry, Tom Poston et Jason Robards. La musique était de Meyer Davis et son orchestre.

## Palmarès
| Meilleure pièce | Meilleure comédie musicale |
| --- | --- |
| - A Man for All Seasons – Robert Bolt - Gideon – Paddy Chayefsky - The Caretaker – Harold Pinter - The Night of the Iguana – Tennessee Williams | - How to Succeed in Business Without Really Trying - Carnival! - Milk and Honey - No Strings |
| Meilleur producteur (Drame) | Meilleur producteur (Comédie musicale) |
| - Robert Whitehead et Roger L. Stevens – A Man for All Seasons - Charles Bowden et Viola Rubber – The Night of the Iguana - Fred Coe et Arthur Cantor – Gideon - David Merrick – Ross | - Cy Feuer et Ernest H. Martin – How to Succeed in Business Without Really Trying - Helen Bonfils, Haila Stoddard et Charles Russel – Sail Away - David Merrick – Carnival! - Gerard Oestriecher – Milk and Honey                                                                                 |
| Meilleur acteur dans une pièce | Meilleure actrice dans une pièce |
| - Paul Scofield – A Man for All Seasons dans le rôle de Sir Thomas More - Fredric March – Gideon dans le rôle de Angel - John Mills – Ross dans le rôle de Aircraftman Ross - Donald Pleasence – The Caretaker dans le rôle de Davies                                                           | - Margaret Leighton – The Night of the Iguana dans le rôle de Hannah Jelkes - Gladys Cooper – A Passage to India dans le rôle de Mrs. Moore - Colleen Dewhurst – Great Day in the Morning dans le rôle de Phoebe Flaherty - Kim Stanley – A Far Country dans le rôle d'Elizabeth von Ritter       |
| Meilleur acteur dans une comédie musicale | Meilleure actrice dans une comédie musicale |
| - Robert Morse – How to Succeed in Business Without Really Trying dans le rôle de J. Pierrepont Finch - Ray Bolger – All American dans le rôle de Professeur Fodorski - Alfred Drake – Kean dans le rôle d'Edmund Kean - Richard Kiley – No Strings dans le rôle de David Jordan                | - Anna Maria Alberghetti – Carnival! as Lili Daurier et Diahann Carroll – No Strings dans le rôle de Barbara Woodruff - Molly Picon – Milk and Honey dans le rôle de Clara Weiss - Elaine Stritch – Sail Away dans le rôle de Mimi Paragon                                                        |
| Meilleur acteur de second rôle dans une pièce | Meilleure actrice de second rôle dans une pièce |
| - Walter Matthau – A Shot in the Dark dans le rôle de Benjamin Beaurevers - Godfrey M. Cambridge – Purlie Victorious dans le rôle de Gitlow Judson - Joseph Campanella – A Gift of Time dans le rôle de Daniel Stein - Paul Sparer – Ross dans le rôle de Auda Abu Tayi                         | - Elizabeth Ashley – Take Her, She's Mine dans le rôle de Mollie Michaelson - Zohra Lampert – Look We've Come Through dans le rôle de Jennifer Lewison - Janet Margolin – Daughter of Silence dans le rôle d'Anna Albertini - Pat Stanley – Sunday in New York dans le rôle de Eileen Taylor      |
| Meilleur acteur de second rôle dans une comédie musicale | Meilleure actrice de second rôle dans une comédie musicale |
| - Charles Nelson Reilly – How to Succeed in Business Without Really Trying dans le rôle de Bud Frump - Orson Bean – Subways Are for Sleeping dans le rôle de Charlie Smith - Severn Darden – From the Second City dans le rôle d'un performer - Pierre Olaf – Carnival! dans le rôle de Jacquot | - Phyllis Newman – Subways Are for Sleeping dans le rôle de Martha Vail - Elizabeth Allen – The Gay Life dans le rôle de Magda - Barbara Harris – From the Second City dans le rôle de plusieurs personnages - Barbra Streisand – I Can Get It for You Wholesale dans le rôle de Miss Marmelstein |
| Meilleure mise en scène pour une pièce | Meilleure mise en scène pour une comédie musicale |
| - Noel Willman – A Man for All Seasons - Tyrone Guthrie – Gideon - Donald McWhinie – The Caretaker - José Quintero – Great Day in the Morning | - Abe Burrows – How to Succeed in Business Without Really Trying - Gower Champion – Carnival! - Joe Layton – No Strings - Joshua Logan – All American |
| Meilleure auteur de comédie musicale | Meilleure partition originale (Musique et/ou paroles) pour le Théâtre |
| - Abe Burrows, Jack Weinstock et Willie Gilbert – How to Succeed in Business Without Really Trying - Michael Stewart et Helen Deutsch – Carnival! | - No Strings – Richard Rodgers (musique et paroles) - Kwamina – Richard Adler (musique et paroles) - Milk and Honey – Jerry Herman (musique et paroles) - How to Succeed in Business Without Really Trying – Frank Loesser (musique et paroles)                                                   |
| Meilleure chorégraphie | Meilleur directeur musical ou chef d'orchestre |
| - Joe Layton – No Strings - Agnes de Mille – Kwamina - Michael Kidd – Subways Are for Sleeping - Dania Krupska – The Happiest Girl in the World | - Elliot Lawrence – How to Succeed in Business Without Really Trying - Pembroke Davenport – Kean - Herbert Greene – The Gay Life - Peter Matz – No Strings |
| Meilleurs décors | Meilleurs costumes |
| - Will Steven Armstrong – Carnival! - Rouben Ter-Arutunian – A Passage to India - David Hays – No Strings - Oliver Smith – The Gay Life | - Lucinda Ballard – The Gay Life - Donald Brooks – No Strings - Motley – Kwamina - Miles White – Milk and Honey |